# Olympische Sommerspiele 2000/Teilnehmer (Tunesien)
| Gelbes Symbol für Goldmedaillen mit stilisierten Olympischen Ringen | Graues Symbol für Silbermedaillen mit stilisierten Olympischen Ringen | Braundes Symbol für Bronzemedaillen mit stilisierten Olympischen Ringen |
| ------------------------------------------------------------------- | --------------------------------------------------------------------- | ----------------------------------------------------------------------- |
| —                                                                   | —                                                                     | —                                                                       |

Tunesien nahm an den Olympischen Sommerspielen 2000 in der australischen Metropole Sydney mit 47 Athleten, sieben Frauen und 40 Männer, in zehn Sportarten teil.
Seit 1960 war es die zehnte Teilnahme des afrikanischen Staates an Olympischen Sommerspielen. 

## Flaggenträger
Der Ringer Omrane Ayari trug die Flagge Tunesiens während der Eröffnungsfeier im Stadium Australia.

## Teilnehmer nach Sportarten

### Boxen
- Naoufel Ben Rabah
Männer, Leichtgewicht: 1. Runde

- Kamel Chater
Männer, Weltergewicht: 2. Runde

- Sami Khelifi
Männer, Halbweltergewicht: 1. Runde

- Mohamed Salah Marmouri
Männer, Halbmittelgewicht: 2. Runde

- Moez Zemzemi
Männer, Bantamgewicht: 1. Runde

### Fechten
- Maher Ben Aziza
Männer, Florett, Einzel: 39. Platz

### Gewichtheben
- Youssef Sbaî
Männer, Leichtgewicht: 10. Platz

### Handball
- Männerturnier
10. Platz

- Kader
Anouar Ayed
Oualid Ben Amor
Ouissem Bousnina
Ouissem Hmam
Makrem Jerou
Ali Madi
Mohamed Madi
Haikel Meguennem
Mohamed Messaoudi
Mohamed Riadh Sanaa
Dhaker Seboui
Sobhi Sioud
Issam Tej
Slim Zehani

### Judo
- Abdessalem Arous
Männer, Halbmittelgewicht: 2. Runde

- Makrem Ayed
Männer, Extraleichtgewicht: Viertelfinale

- Saida Dhahri
Frauen, Halbmittelgewicht: 7. Platz

- Skander Hachicha
Männer, Mittelgewicht: Viertelfinale

- Sadok Khalki
Männer, Halbschwergewicht: 13. Platz

- Anis Lounifi
Männer, Halbleichtgewicht: 2. Runde

- Hassen Moussa
Männer, Leichtgewicht: 9. Platz

- Hayet Rouini
Frauen, Extraleichtgewicht: 1. Runde

- Nesria Traki
Frauen, Mittelgewicht: Viertelfinale

### Leichtathletik
- Mohamed Habib Bel Hadj
Männer, 800 Meter: Vorläufe

- Awatef Ben Hassine
Frauen, 400 Meter: Vorläufe

- Hatem Ghoula
Männer, 20 Kilometer Gehen: 36. Platz

- Monia Kari
Frauen, Diskuswurf: 23. Platz in der Qualifikation

- Sofiène Laâbidi
Männer, 400 Meter: Viertelfinale

- Fatma Lanouar
Frauen, 1500 Meter: Vorläufe

- Tahar Mansouri
Männer, Marathon: 38. Platz

- Maher Ridane
Männer, Speerwurf: 32. Platz in der Qualifikation

- Lotfi Turki
Männer, 3000 Meter Hindernis: Vorläufe

### Ringen
- Omrane Ayari
Männer, Superschwergewicht, griechisch-römisch: 15. Platz

- Amor Bach Hanba
Männer, Halbschwergewicht, griechisch-römisch: 16. Platz

- Mohamed Barguaoui
Männer, Federgewicht, griechisch-römisch: 20. Platz

- Hassan Fkiri
Männer, Schwergewicht, griechisch-römisch: 17. Platz

### Rudern
- Riadh Ben Khedher
Männer, Einer: 22. Platz

- Ibtissem Trimèch
Frauen, Einer: Halbfinale

### Schwimmen
- Oussama Mellouli
Männer, 400 Meter Lagen: 43. Platz

### Tischtennis
- Gdara Hamam
Männer, Einzel: Gruppenphase